# Lilian Calmejane
Lilian Calmejane (Albi, 6 de diciembre de 1992) es un ciclista francés que fue profesional entre 2016 y 2024.

## Biografía
Dio el salto al profesionalismo en 2016 con 23 años, de la mano del equipo de Jean-René Bernaudeau, el Direct Énergie. Había conseguido grandes resultados como amateur en las últimas campañas como una etapa de la Ronde d'Isard y otra en el Tour de Bretaña.
En su primera gran vuelta, la Vuelta a España 2016, consiguió vencer en la cuarta etapa finalizada en San Andrés de Teixido, en un recorrido de media montaña. De esta forma, se consagró como uno de los pocos ciclistas que es capaz de ganar una etapa en una gran vuelta en su primer año como profesional. Al año siguiente, también logró una victoria de etapa en su primer Tour de Francia.
En octubre de 2024 anunció su retirada tras la celebración del Tour de Guangxi.

## Palmarés
2014 (como amateur)
- 1 etapa de la Ronde d'Isard

2015 (como amateur)
- Triptyque des Monts et Châteaux, más 1 etapa
- 1 etapa del Tour de Bretaña

2016
- 1 etapa de la Vuelta a España

2017
- Estrella de Bessèges, más 1 etapa
- Settimana Coppi e Bartali, más 1 etapa
- Circuito de la Sarthe, más 1 etapa
- 1 etapa del Tour de Francia

2018
- La Drôme Classic
- París-Camembert

2019
- Classic Sud Ardèche
- 1 etapa del Tour de Limousin

## Resultados en Grandes Vueltas y Campeonatos del Mundo
| Carrera         | Carrera         | 2016 | 2017 | 2018 | 2019  | 2020 | 2021 | 2022 | 2023 | 2024 |
| --------------- | --------------- | ---- | ---- | ---- | ----- | ---- | ---- | ---- | ---- | ---- |
|                 | Giro de Italia  | —    | —    | —    | —     | —    | —    | 86.º | —    | 42.º |
|                 | Tour de Francia | —    | 35.º | 30.º | 106.º | Ab.  | —    | —    | 77.º | —    |
|                 | Vuelta a España | 70.º | —    | —    | —     | —    | 33.º | —    | —    | —    |
| Mundial en Ruta | Mundial en Ruta | —    | 85.º | —    | —     | —    | —    | —    | —    | —    |

—: no participa

Ab.: abandono

## Equipos
- Direct Énergie (2016-2020)
  - Direct Énergie (2016-2019)[4]
  - Team Total Direct Énergie (2019-2020)
- AG2R Citroën Team[5] (2021-2022)
- Intermarché-Wanty (2023-2024)
  - Intermarché-Circus-Wanty (2023)
  - Intermarché-Wanty (2024)